# Ốc ô liu
Ốc ô liu (Danh pháp khoa học: Olividae) là một họ ốc biển. Các loài ốc trong họ này có hình dạng gần giống trái ô liu.

## Các chi
- Agaronia Gray, 1839
- Amalda H. Adams & A. Adams, 1853
- Ancilla Lamarck, 1799
- Ancillina Bellardi, 1882
- Ancillista Iredale, 1936
- Anolacia Gray, 1857
- Baryspira
- Belloliva Peile, 1922
- Calyptoliva Kantor & Bouchet, 2007
- Chilotygma H. Adams & A. Adams, 1853
- Cupidoliva Iredale, 1924
- Eburna Lamarck, 1801
- Entomoliva Bouchet & Kilburn, 1991
- Janoliva Sterba & Lorenz, 2005
- Jaspidella Olsson, 1956
- † Lamprodomina Marwick, 1931
- Oliva Bruguière, 1789
- Olivancillaria d'Orbigny, 1840
- † Spirancilla H. E. Vokes, 1936
- Turrancilla Martens, 1903
- Uzamakiella Habe, 1958
- Ancillaria Lamarck, 1811: Đồng nghĩa Ancilla Lamarck, 1799
- Subfamily Ancillinae: Đồng nghĩa Ancillariinae (alternate representation of Olividae)
- Amalda (Gracilispira) Olson, 1956: Đồng nghĩa Amalda H. Adams & A. Adams, 1853
- Ancillus Montfort, 1810: Đồng nghĩa Ancilla Lamarck, 1799
- Gracilancilla Thiele, 1925: Đồng nghĩa Ancillina Bellardi, 1882
- Hiatula Swainson, 1831: Đồng nghĩa Agaronia Gray, 1839
- Lintricula H. Adams & A. Adams, 1853: Đồng nghĩa Olivancillaria d'Orbigny, 1840
- Porphyria Röding, 1798: Đồng nghĩa Oliva Bruguière, 1789
- Scaphula Swainson, 1840: Đồng nghĩa Olivancillaria d'Orbigny, 1840